# Argyrolobium crinitum
Argyrolobium crinitum là một loài thực vật có hoa trong họ Đậu. Loài này được Walp. miêu tả khoa học đầu tiên.